# مالن (کمیک)
مالن (به انگلیسی: Mallen) یک شخصیت تخیلی و ابرتبه‌کارانه در کتاب‌های کامیک می‌باشد. این کاراکتر به دست وارن الیس و آدی گرانوو خلق شده و در مرد آهنی شماره اولام (۲۰۰۵) معرفی شد.
جدا از کتاب‌های کامیک، شرکت مارول از مالن در دیگر کالاهای خود از جمله پوشاک، اسباب‌بازی، ورق بازی، انیمیشن‌های تلویزیونی و بازی‌های رایانه‌ای استفاده کرده است.
او قدرت‌هایش شامل زور، سرعت، استقامت و انعطاف ابرانسانی، نفس آتشین، پنجه و تولید الکتریسیته می‌شود.